# WRC 5
WRC 5 — гоночная компьютерная игра, основанная на Чемпионате мира по ралли 2015. Игра была разработана французской студией Kylotonn и 9 октября 2015 года издана компанией Bigben Interactive для платформ Microsoft Windows, PlayStation 4, PlayStation 3, Xbox One, Xbox 360 и PlayStation Vita. Это последняя часть серии World Rally Championship, доступная на PlayStation 3 и Xbox 360, и первая, доступная на консолях восьмого поколения.

## Критика
Мэттью Като из Game Informer оценил игру в 6 баллов из 10, отметив, что хотя WRC 5 и предлагает неплохой геймплей, ей не хватает оригинальности.
Игра достигла 10-го места в чарте розничных продаж Великобритании и 10-го места в чарте загрузок.